# Inktpot

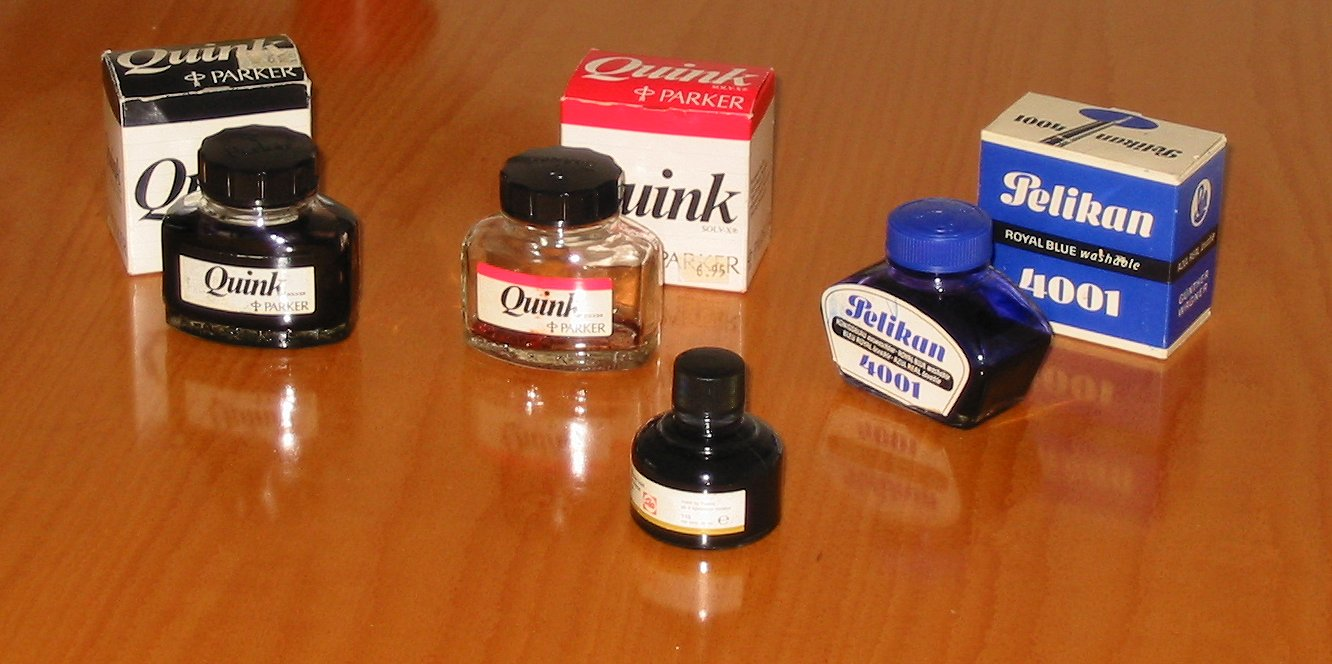
Diverse potjes met inkt uit de jaren 80 van de twintigste eeuw

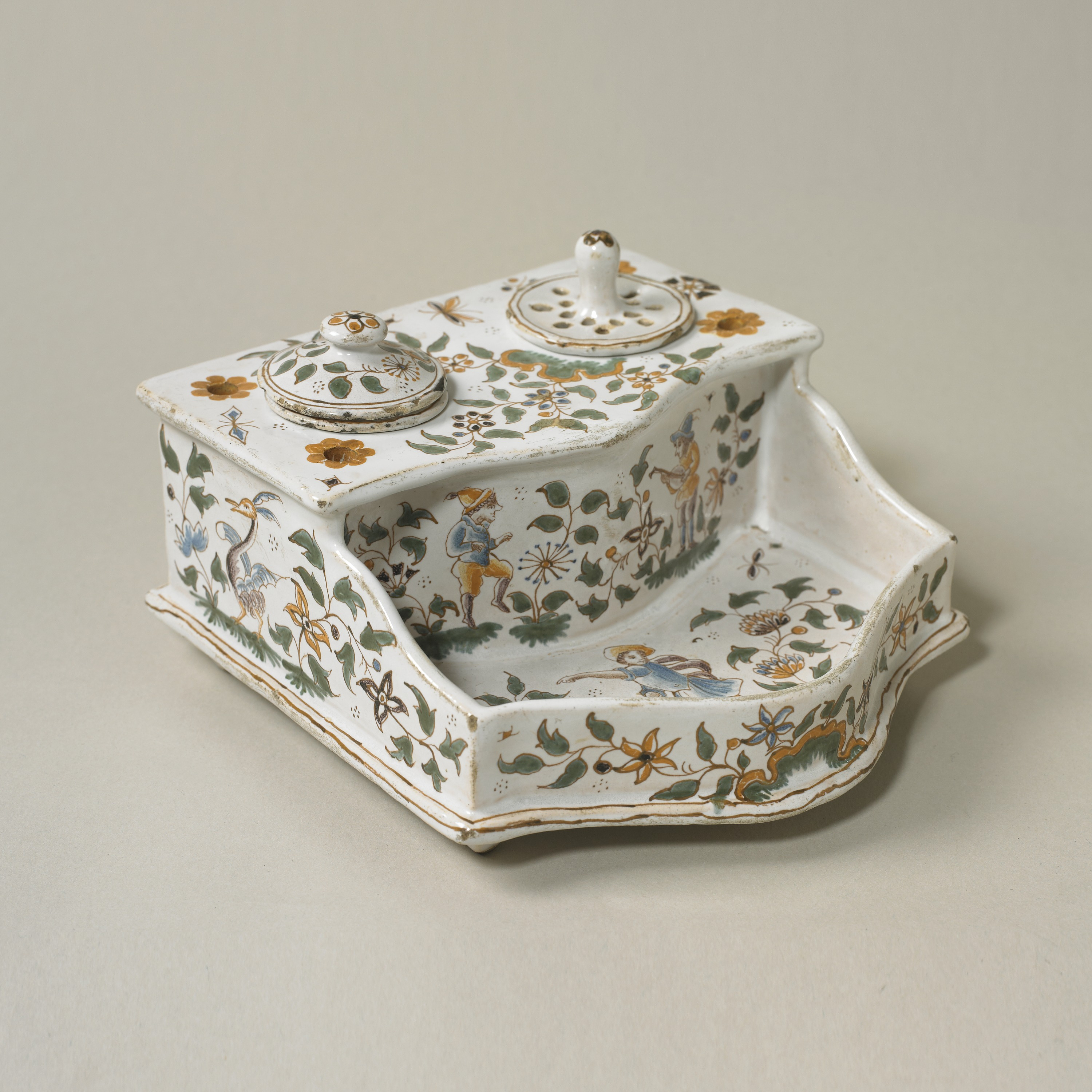
Inktstel, Frans, einde18e eeuw

Een inktpot is een potje, vaak van glas, waarin inkt zit, voor gebruik met bijvoorbeeld een vulpen of een penhouder met een kroontjespen. 
Tot in de tweede helft van de achttiende eeuw werd inkt los vanuit een vat verkocht; de koper had daarvoor zelf een vaasje of potje. Pas in de tweede helft van de achttiende eeuw werd inkt voorverpakt verkocht, in een inktpotje van aardewerk en later van glas. Rond de eeuwwisseling naar de twintigste eeuw werden de potjes soms van een merknaam voorzien; eerst in het glas, later op de kurk en nog weer later op een etiket en op de (schroef-)dop.
Om omvallen tegen te gaan heeft een inktpot meestal een brede basis en een smalle hals. Er zijn om die reden ook glazen inktpotjes van een laag en plat model. Sommige inktpotten hebben daarnaast aan de binnenkant een door een apart wandje afgescheiden deelreservoirtje van geringere diepte, dat met inkt kan worden gevuld door de inktpot in gesloten toestand even om te keren voor men de dop losschroeft; hierin kan dan de pen tijdens het schrijven worden gedoopt, zonder het ongemak te diep te dopen.
In de tijd van de losse pennen voor gebruik in een penhouder, zoals de kroontjespennen, hadden lessenaars en tafeltjes waaraan kinderen op school zaten vaak een ingebouwd inktpotje met een schuifje als deksel. Kinderen op school kregen later wel een klein inktpotje op hun tafel, dat werd bijgevuld vanuit een grote inktpot met schenktuit die de onderwijzer beheerde. Inktpotten vielen vaak om. Na de uitvinding van de balpen en de vulpennen met voorgevulde patronen, raakten inktpotten in onbruik.
Een inktpot vormde in de periode voor het schrijven met vul- en balpennen een vast onderdeel op het bureau van mensen die vanuit hun beroep veel moesten schrijven, notabelen en de adel, vaak in combinatie met andere schrijfattributen en -benodigdheden, in de vorm van een inktstel of een raadsheertje.

## Heilige
De heilige Isidorus van Sevilla wordt afgebeeld met een inktpot.